# 羅映姬
羅映姬 （1961年9月20日—），大韓民國女演員。

## 演藝簡歷
1980年畢業於安養藝術高等學校，1980年MBC第十期藝人。1981年演出李長鎬的電影《黑暗的孩子們》（어둠의 자식들，Children of Darkness，暫）出道。1981年獲得「韓國戲劇電影電視藝術獎」新人獎，以《黑暗中的孩子們》獲得1981年「電影評論家獎」新人獎、1982年「百想藝術大賞」新人獎，1987年以《依芙的第二間臥房》（이브의 건너방，Eve's Second Bedroom，暫）獲得「百想藝術大賞」女演技獎。

## 影視作品

### 電視劇
- 1986年：KBS《熱河》
- 1988年：KBS《那年暖冬》
- 1990年：KBS《火之國》
- 2003年：SBS《擺脫無業遊民》飾演 高英順
- 2005年：KBS《悲傷戀歌》飾演 俊英的母親 徐香子
- 2005年：KBS《結婚》飾演 徐惠琳
- 2005年：MBC《赤足青春》飾演 仁愛
- 2006年；KBS《你好，上帝》飾演 許媛淑
- 2006年：KBS《透明人間崔長洙》飾演 呂智媛
- 2006年：SBS《遊戲女王》 飾演 信鎮的母親·韓美淑
- 2006年：MBC《奇蹟》 飾演 金淑喜
- 2007年：KBS《仁順真漂亮》飾演 李善英
- 2008年：KBS《回來的大醬湯鍋》飾演 許貞淑
- 2008年：SBS《家門的榮光》飾演 李英茵
- 2008年：KBS《他們的世界》飾演 俊英的母親
- 2009年：MBC《賢內助女王》飾演 洪植之妻·吳英淑
- 2009年：SBS《Style》飾演 孫明熙
- 2010年：KBS《風吹好日子》飾演 車妍實
- 2010年：SBS《Oh! My Lady 愛你呦》（客串）
- 2010年：MBC《Gloria》飾演 呂靜蘭
- 2011年：SBS《天堂牧場》飾演 李福心
- 2011年：KBS《童顏美女》飾演 玄理事
- 2011年：KBS《我們家的女人們》飾演 金真淑
- 2012年：KBS《順藤而上的你》飾演 張良實
- 2012年：SBS《屋塔房王世子》飾演 張善珠
- 2012年：SBS《家族的誕生》飾演 張美姬
- 2013年：KBS《Good Doctor》飾演 李茹媛
- 2013年：SBS《來自星星的你》飾演 楊美妍
- 2014年：JTBC《貴夫人》飾演 其夏母
- 2014年：MBC《媽媽的庭院》飾演 柳智善
- 2014年：MBC《命中注定我愛你》飾演 李健母
- 2014年：KBS《家人之間為何這樣》飾演 白雪姬
- 2015年：KBS《製作人》飾演 卞美淑
- 2015年：SBS《我有愛人了》飾演 洪世姬
- 2015年：MBC《華麗的誘惑》飾演 韓英愛
- 2016年：MBC《好運羅曼史》飾演 楊熙愛
- 2016年：SBS《藍色海洋的傳說》飾演 毛幼蘭/金夫人
- 2017年：KBS《我的黃金光輝人生》飾演 盧明熙
- 2018年：tvN《想暫停的瞬間：About Time》飾演 陳羅熙
- 2018年：JTBC《Beauty Inside》飾演  徐道載的母親
- 2018年：MBC《赤月青日》飾演 許真玉
- 2019年：KBS《愛情是Beautiful，人生是Wonderful》飾演 洪宥娜
- 2020年：tvN《愛的迫降》特别出演 婚纱店老板
- 2021年：SBS《One the Woman》 飾演  徐明元  韓洲集團女主人
- 2022年：KBS 《黄金面具》飾演 车华英
- 2024年：JTBC《绝佳的解决士》飾演 車喜元
- 2024年：tvN《淚之女王》飾演 金鮮和
- 2025年：KBS《灰姑娘的遊戲》飾演 申汝珍
- 2025年：tvN《討厭的愛情》飾演 成愛淑

### 電影
- 1981年：《黑暗的傢伙們（朝鲜语：어둠의 자식들）》
- 1983年：《白鷗啊 不要飛起來（朝鲜语：백구야 훨훨 날지마라）》
- 2008年：《純情漫畫》
- 2012年：《斷箭》
- 2012年：《恐怖故事》
- 2017年：《記憶之夜》

## 提名和獲獎列表
| 年度   | 頒獎典禮                  | 獎項                          | 入圍者            | 結果 |
| ------ | ------------------------- | ----------------------------- | ----------------- | ---- |
| 1981年 | 第2屆韓國電影評論家協會獎 | 新人獎                        | 黑暗的傢伙們      | 獲獎 |
| 1982年 | 第21屆大鐘獎              | 新秀部門 特別演技獎           | 白鷗啊 不要飛起來 | 獲獎 |
| 1982年 | 第18屆百想藝術大賞        | 電影部門 新人演技賞           | 黑暗的傢伙們      | 獲獎 |
| 1983年 | 第3屆韓國電影評論家協會獎 | 女子演技獎                    | 白鷗啊 不要飛起來 | 獲獎 |
| 1989年 | 第25屆百想藝術大賞        | 電影部門 人氣賞               | 賣淫              | 獲獎 |
| 2009年 | MBC演技大賞               | 迷你劇部門 女子黃金演技獎     | 賢內助女王        | 獲獎 |
| 2009年 | SBS演技大賞               | 女子Drama Special助演獎       | Style             | 獲獎 |
| 2014年 | SBS演技大賞               | 中篇電視劇部門 女子特別演技獎 | 來自星星的你      | 提名 |
| 2015年 | MBC演技大賞               | 特別企劃部門 最佳女子配角獎   | 華麗的誘惑        | 提名 |
| 2018年 | 第54屆百想藝術大獎        | 電視部門 女子配角賞           | 我的黃金光輝人生  | 提名 |
| 2018年 | 第38屆黃金攝影賞          | 評審團特別獎                  | 記憶之夜          | 獲獎 |

## 外部連結
- 官方网站
- 羅映姬的Instagram帳戶
- 羅映姬在NAVER上的资料
- 羅映姬在韩国电影数据库（KMDb）上的資料（韓語）
- 羅映姬在互联网电影资料库（IMDb）上的資料（英文）
- 羅映姬在HanCinema的頁面（英文）